# Trebor
Trebor was een Franse componist uit de late 14e eeuw. Zijn werk is een typisch voorbeeld van de ars subtilior, de complexe muziekstijl uit die tijd.

## Leven
Over het leven en de identiteit van Trebor is niets met zekerheid bekend. Twee van zijn chansons brengen hem in verband met Gaston Fébus van Foix, een derde met het huwelijk in 1389 van Jan van Berry met Johanna II van Auvergne. De naam "Trebor" is vermoedelijk een anagram, mogelijkerwijs van Robert. Op grond van deze aanname bestaat de hypothese dat hij dezelfde persoon is geweest als Trebol, die in de jaren 1408-09 als zanger aan het hof van Martinus I van Aragón werkte, en/of Jean Robert, die enkele jaren daarvoor aan het hof van Karel III van Navarra diende.

## Composities
Van Trebor zijn zes chansons overgeleverd, alle in de Codex Chantilly en stuk voor stuk ballades:
- ballade Passerose de beaute
- ballade En seumeillant
- ballade Se Alixandre et Hectorⓘ
- ballade Quant joyne cuer en may
- ballade Helas! pitie envers moy dort si fort
- ballade Se July Cesar, Rolant et Roy Artus

Voorts bevat de Codex Chantilly een compositie die wordt toegeschreven aan Borlet. Gaat men ervan uit dit dezelfde persoon is als Trebor/Trebol, dan kan ook de virelai "He, tres doulz roussignol joly" tot zijn oeuvre worden gerekend.
- Bibsys: 14015417
- Bibliothèque nationale de France: cb13960674k (data)
- Gemeinsame Normdatei: 124018890
- International Standard Name Identifier: 0000 0000 4658 2545
- Library of Congress Control Number: nr89003985
- MusicBrainz: 9f7fb04d-4c53-4053-b411-5b5376b14605
- Nationale Bibliotheek van Israël: 987011936276605171
- Réseau des bibliothèques de Suisse occidentale: 02-A014277035
- Virtual International Authority File: 44142390
- WorldCat: E39PCjJQgd4kjmj8gTgFBGTmBP